# Guillaume Gallienne
Guillaume Gallienne (Neuilly-sur-Seine, 8 de febrer de 1972) és un actor, guionista i director de cinema francès. Ha rebut dos premis Molière per la seva passantia i ha guanyat dos premis Cessar, un per escriptura i un altre per la seva actuació en la pel·lícula Guillaume i els nois, a taula!.

## Biografia
Fill de l'empresari francès Jean-Claude i de l'aristòcrata russa-georgiana Gallienne Melitta, el tercer de quatre fills. Des dels 10 anys, va assistir a La Salle Passy Buzenval on va ser intimidat per la seva personalitat efeminada. La seva mare ho va educar com si es tractés d'una nena, la qual cosa el va afectar profundament.
Va assistir Curs Florent durant tres anys abans d'estudiar amb Daniel Mesguich, Stéphane Braunschweig i Dominique Valadié en l'Acadèmia Nacional d'Arts Dramàtiques de França, graduant-se en 1998.
Gallienne va fer el seu debut cinematogràfic en 1992 a Tableau d'honneur i va protagonitzar la pel·lícula de 2006 de Sofia Coppola, Maria Antonieta.
La seva pel·lícula de 2013, Guillaume i els nois, a taula!, una adaptació del seu espectacle, es va projectar en la secció Quinzena de Directors al Festival Internacional de Cinema de Canes de 2013, on va guanyar el primer premi (Art Cinema Award) i el Premi SACD. La pel·lícula va ser nominada per deu Premis César, guanyant cinc en total. Individualment, va rebre el Premi César al Millor Actor i el Premi César al Millor guió.

## Filmografia

### Com a actor
Llargmetratges
- 1992: Tableau d'honneur de Charles Nemes
- 1995: Sabrina de Sydney Pollack
- 1996: Un samedi sur la terre de Diane Bertrand
- 1997: Jeunesse de Noël Alpi
- 1997 : The Tango Lesson de Sally Potter
- 1999: Monsieur Naphtali d'Olivier Schatzky
- 1999 : Une pour toutes de Claude Lelouch
- 2000: Jet Set de Fabien Onteniente
- 2003: Fanfan la tulipe de Gérard Krawczyk
- 2003 : Monsieur Ibrahim et les Fleurs du Coran de François Dupeyron
- 2004: Narco de Tristan Aurouet & Gilles Lellouche
- 2005: Tu vas rire, mais je te quitte de Philippe Harel
- 2006: Fauteuils d'orchestre de Danièle Thompson
- 2006 : Maria Antonieta de Sofia Coppola
- 2006 : La Jungle de Mathieu Delaporte
- 2006 : Mon colonel de Laurent Herbiet
- 2007: Le Candidat de Niels Arestrup
- 2007 : National Treasure 2 de Jon Turteltaub
- 2008: Sagan de Diane Kurys
- 2008 : Musée haut, musée bas de Jean-Michel Ribes
- 2009: Le Concert de Radu Mihaileanu
- 2010: Ensemble, nous allons vivre une très, très grande histoire d'amour... de Pascal Thomas
- 2010 : L'Italien d'Olivier Baroux
- 2012: Confession d'un enfant du siècle de Sylvie Verheyde
- 2012 : Astérix et Obélix : Au service de Sa Majesté de Laurent Tirard
- 2013: Guillaume i els nois, a taula! de Guillaume Gallienne
- 2014: Yves Saint Laurent de Jalil Lespert: Pierre Bergé
- 2016: Éperdument de Pierre Godeau[3]
- 2016 : Cézanne et moi de Danièle Thompson: Paul Cézanne
- 2019: Le Dindon de Jalil Lespert
- 2020: The French Dispatch de Wes Anderson
- 2020 : Kaamelott : Premier Volet d'Alexandre Astier

Curtmetratges
- 1994: Les Flammes du désespoir de Guillaume Husson
- 1996: Putain de voleuses d'Edy Garbarski
- 1996 : Sans doute lui de Shiri Tsour
- 1997: Fils de personne de Niels Dubost
- 1998: Pop-corn de Yannick Rolandeau
- 1999: Mon plus beau mariage de Guillaume Husson
- 2001: Le Cœur sur la main de Marie-Anne Chazel
- 2001 : En scène ! d'Yvon Marciano
- 2001 : L'Élu de Fouad Benamou
- 2006: Le Dernier Épisode de Dallas de Guillaume Husson
- 2009: L'Invitation de Niels Arestrup
- 2017 : Vitalium, Valentine !  de Jean-Charles Fitoussi

Televisió
- 1995: Navarro (1 episodi)
- 2002: Patron sur mesure de Stéphane Clavier
- 2002 : Les Frangines de Laurence Katrian
- 2003: La Bête du Gévaudan de Patrick Volson
- 2003: Maigret et la Princesse
- 2006: Monsieur Max de Gabriel Aghion
- 2007: Elles et moi de Bernard Stora: Robert
- 2008: Adieu De Gaulle, adieu de Laurent Herbiet: Bernard Tricot
- 2008 - 2010: Les Bonus de Guillaume (programa de Canal+)
- 2011: Hard (série TV - saison 2) de Cathy Verney
- 2013: Le Débarquement 2, programa de Canal+.
- 2017: Oblomov, adaptació d'Ivan Gontxarov
- 2020: Dix pour cent, temporada 4 episodi 5

### Com a director
- 2013: Guillaume i els nois, a taula!
- 2017: Maryline
- 2017: Oblomov